# Сможе

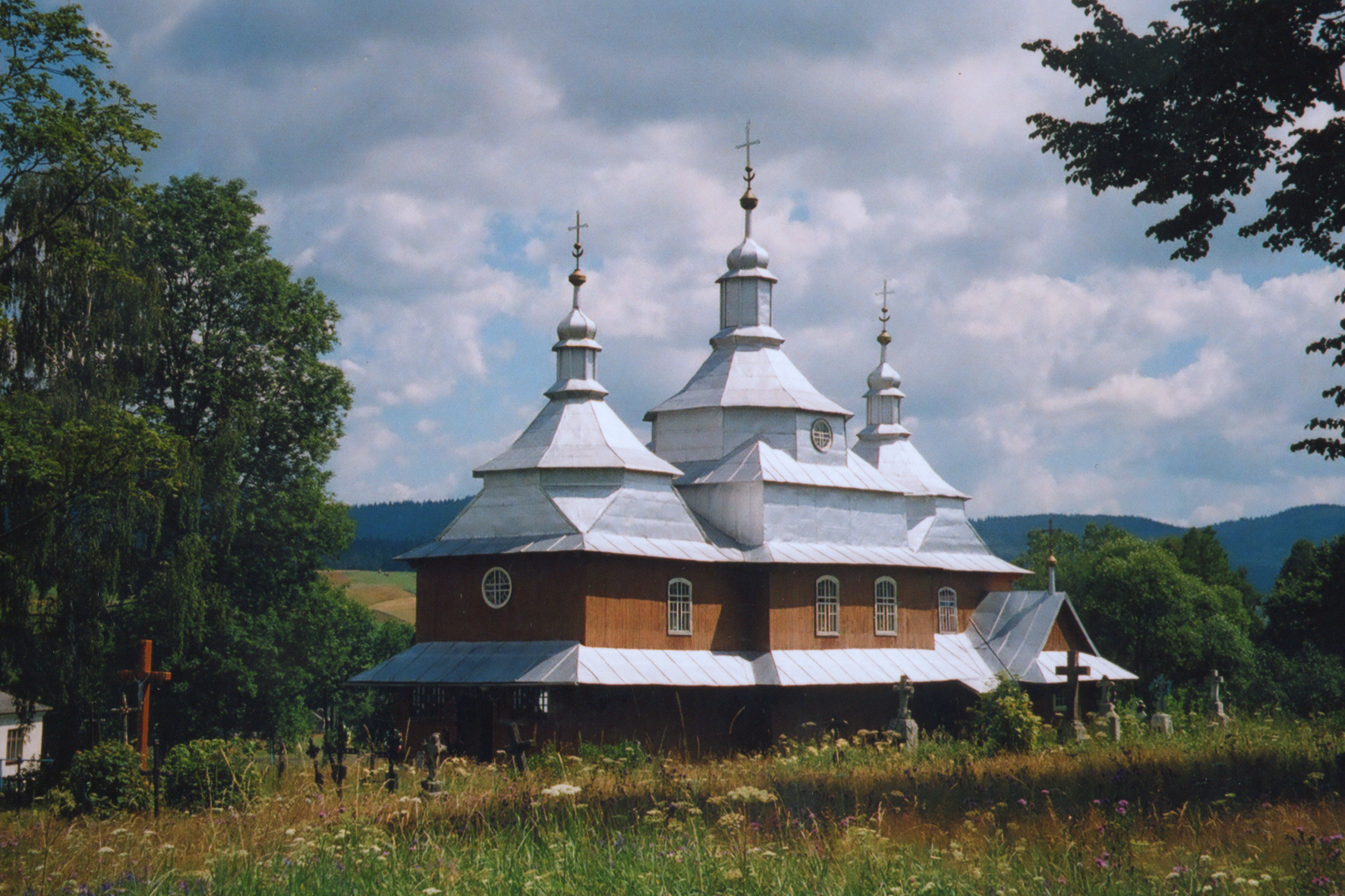
Церковь Святого Михаила

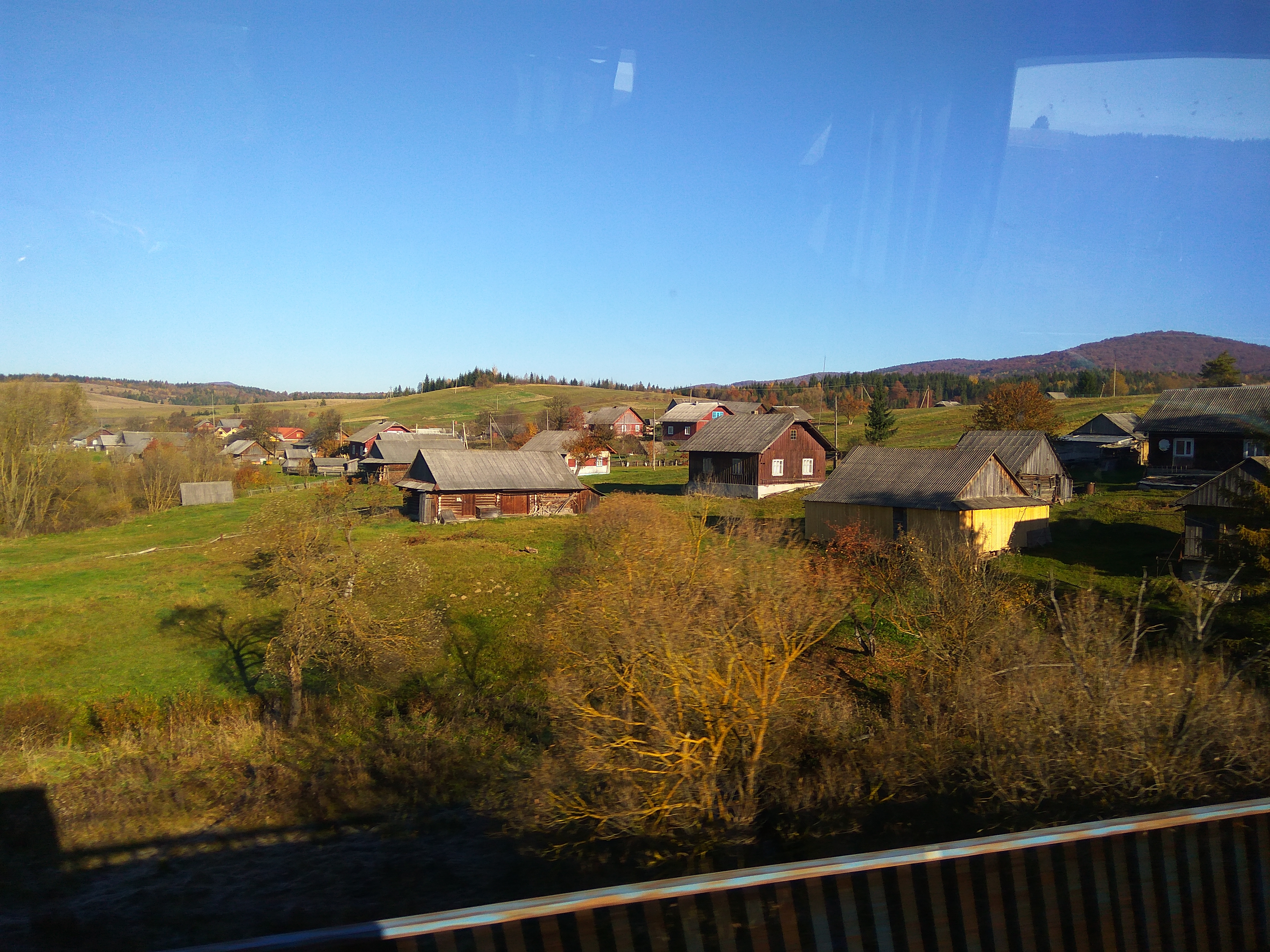
Типичная архитектура и пейзаж в Сможе (2018)

Сможе (укр. Сможе) — село в Козёвской сельской общине Стрыйского района Львовской области Украины.
Население по переписи 2001 года составляло 655 человек. Занимает площадь 2,19 км². Почтовый индекс — 82642. Телефонный код — 3251.
Село расположено при южных склонах хребта Должки, в долине реки Сможенка, которая восточнее села впадает в реку Стрый. Неподалёку от села расположены заповедные урочища «Должки» и «Гаи».
Село расположено у подножия гор:
- Гостылув — южнее села, высота 1017 м,
- Должка — на северо-западе, высота 1040,7 м,
- Кичера — на юго-западе, высокая 965 м.

В селе сохранилась деревянная трёхсрубная и трёхверхая церковь Святого Михаила (1874 года постройки), которая является памятником архитектуры государственного значения. Эта церковь находится у трассы Киев — Чоп, на сельском кладбище.